# Шеле, Густав Христианович
Густав Христианович Шеле (1760—1820) — русский генерал, участник Наполеоновских войн, Аландский комендант.

## Биография
По происхождению швед, родился в 1760 году.
Службу свою начал 6 января 1774 года кадетом в бомбардирской роте Преображенского полка; 1 января 1783 года был уволен от службы с чином армии поручика, но в том же году, 23 августа снова поступил на службу в Псковский 11-й пехотный полк; 6 октября 1788 года был переведён в Невский 1-й пехотный полк; участвовал в войне со шведами; 1 января 1789 года был произведён в капитаны. Принимал участие в войне с Турцией в 1787—1792 годах.
Дальнейшее движение его по службе было медленным. В майоры он был произведён 3 декабря 1799 года, а после целого ряда отличий в войну с Наполеоном был произведён в подполковники 23 апреля 1806 года. В следующих кампаниях, в войне против Франции (1807) и против Швеции (1897—1808) он также принимал участие.
В 1807 году подполковник Шеле, служивший уже командиром батальона в Невском пехотном полку, состоял в резервном корпусе в Або. В решительный момент боя Шеле помог со своим батальоном отбросить шведский десант. Неоднократно отбивал шведские десанты; 26 ноября 1808 года за выслугу лет он был награждён орденом Св. Георгия 4-й степени (№ 2018 по списку кавалеров ордена).
С 26 мая 1809 года — командир Невского пехотного полка; 30 августа 1811 года был произведён в полковники и, продолжая командовать Невским полком, участвовал во время Отечественной войны 1812 года во многих сражениях, в том числе при боях под Чашниками и под Смоляны, за что был награждён орденом Св. Анны 2-й степени.
Во время похода русских войск за границу, Шеле участвовал в блокаде и взятии крепостей Пиллау и Данцига, в битве под Лейпцигом, за которое получил орден Св. Владимира 3-й степени. Также участвовал в сражении при Лаоне и во взятии Парижа в 1814 году.
Произведенный 1 декабря 1814 года в генерал-майоры (со старшинством от 22 февраля 1814 года), он 17 марта 1815 года был назначен состоять при начальнике 28-й пехотной дивизии, затем 8 марта 1816 года был назначен командиром третьей бригады 28-й пехотной дивизии, а 15 апреля 1816 года получил новое назначение — на должность коменданта Аландской крепости. Эту должность он занимал до самой своей смерти, последовавшей 6 (18) февраля 1820 года от паралича.